# Integrität (Ethik)
Integrität ist eine ethische Forderung des philosophischen Humanismus nach „möglichst weitgehender“ Übereinstimmung zwischen den eigenen Idealen und Werten und der tatsächlichen Lebenspraxis.

## Persönliche Integrität
Persönliche Integrität ist die fortwährend aufrechterhaltene Übereinstimmung des persönlichen Wertesystems und der persönlichen Ideale mit dem eigenen Reden und Handeln. Grundlage des Wertesystems ist eine religiös, politisch oder humanistisch begründete Ethik. Ein integrer Mensch lebt und handelt in dem Bewusstsein, dass sich seine persönlichen Überzeugungen, Maßstäbe und Wertvorstellungen in seinem Verhalten ausdrücken. Persönliche Integrität ist als Treue zu sich selbst gekennzeichnet worden. Sie achtet aber ebenso die Integrität und Würde der Mitmenschen und strebt danach, diese nicht zu verletzen. Im Gegensatz zu integer bezeichnet korrumpierbar eine Person, die sich in ihrem Verhalten nicht von eigenen Werten und Prinzipien, sondern von Drohungen und/oder Verlockungen durch äußere und innere Einflüsse leiten lässt.
Der Begriff „Integrität“ ist komplex und vielschichtig. Integrität ist etwas, wofür eine Person einerseits selbst verantwortlich ist. Andererseits hängt Integrität auch vom Verhalten der Mitmenschen und von den gesellschaftlichen Lebensbedingungen ab. Der Begriff findet Verwendung vor allem dann, wenn darauf hingewiesen werden soll, dass die Persönlichkeit eines Menschen, seine Ganzheit und Unversehrtheit ein zerbrechliches Gut sei und gegen Angriffe von außen geschützt werden müsse.
Neben dieser Verwendung gibt es eine zweite Bedeutungsrichtung. Die Aussage über einzelne Menschen – sie seien „integer“ – bedeutet, dass diese Personen „unbestechlich“ sind und festen, tief verankerten, ihnen wesensgemäßen Werten anhängen, zu denen sie dauerhaft stehen und von denen sie sich nicht abbringen lassen. Das Bedeutungsspektrum umfasst dabei auch die moralische Integrität, welche in Verbindung mit der Selbsttreue auch die moralische Zulässigkeit der wesensgemäßen Werte, welche eine Person vertritt, bewertet.

## Integrität in der Arbeitswelt
Damit ihr Ansehen in der Öffentlichkeit nicht beschädigt wird, sollten nicht zuletzt Konzerne, Finanzinstitute und öffentliche Institutionen darauf achten, dass die bei ihnen beschäftigten Personen „integer“ sind. Es gibt gesellschaftliche und berufliche Positionen, bei denen bereits ein Verdacht auf fehlende Integrität des Inhabers zu dessen Suspendierung führen kann, da das Vertrauen, das integre Personen oft genießen, bereits durch einen ausgesprochenen Verdacht in Frage gestellt sein kann.
In der Eignungsdiagnostik der Arbeitswelt wird von mangelnder Integrität eines Arbeitnehmers ausgegangen, wenn er ein dauerhaft den Zielen der Einrichtung zuwiderlaufendes Fehlverhalten zeigt.

## Integrität in der Psychologie
Der Psychologe und Neofreudianer Erik Erikson verwendet den Begriff Integrität zur Bezeichnung des letzten Lebensabschnitt seines psychosozialen Phasenmodells. Die von ihm mit Integrität versus Verzweiflung bzw. Lebensekel bezeichnete Phase des reifen und späten Erwachsenenalters erfordert als sogenannte Entwicklungsaufgabe vom Menschen in seiner zweiten Lebenshälfte, sich mit der Unvermeidbarkeit des Todes auseinanderzusetzen. Nur ein authentisches, den ureigenen Werten entsprechendes integres Leben, das den Rückblick auf die eigene Biografie ohne Bitterkeit zulässt, vermag demnach „dem Tod den Stachel“ zu nehmen und echte Weisheit anzustreben.

## Organisationale Integrität
Organisationale Integrität ist ein Begriff aus den Sozialwissenschaften, der den Einfluss von Organisationsstrukturen auf die Integrität ihrer Mitarbeiter beschreibt.
Eine Organisation ist demnach dann als integer zu bezeichnen, wenn sowohl ihre formalen als auch informalen Abläufe im Einklang mit dem zugrundeliegenden Wertesystem stehen.
Mit organisationaler Integrität wird sich vor allem aufgrund größerer Korruptions- und Vertuschungsskandale im 21. Jahrhundert beschäftigt. Sozialwissenschaftler, darunter Peter Graeff, stellen seitdem zunehmend Organisationsstrukturen auf den Prüfstand, um die Ursachen für Korruption zu erforschen.
Um den Einfluss von Organisationsstrukturen auf das Verhalten eines Individuums zu messen, wird dabei vor allem das Mittel der analytischen Dekonstruktion angewendet.